# Mirrorland
Mirrorland è il terzo album del duo hip hop statunitense EarthGang, pubblicato nel 2019 e distribuito da Dreamville Records, Interscope Records e Spillage Village. È il primo disco pubblicato dal duo con una major label. Ottiene 77/100 su Metacritic, entrando nelle classifiche di Canada e Stati Uniti.
| Recensione | Giudizio |
| ---------- | -------- |
| AllMusic   |          |
| NME        |          |
| RapReviews |          |
| Pitchfork  |          |
| Exclaim!   |          |

## Tracce
1. LaLa Challenge – 3:51 – Lido, Olu, J. Cole (prod. agg.)
2. UP – 3:35 – VOU, Edsclusive
3. Top Down – 3:16 – Childish Major
4. Bank – 3:00 – Big Korey, Ant Chambers
5. Proud of U (featuring Young Thug) – 3:58 – Olu
6. This Side – 4:37 – Natra Average, Olu
7. Swivel – 3:14 – Bink!
8. Avenue – 3:04 – DJ Dahi, Ron Gilmore (prod. agg.)
9. Tequila (featuring T-Pain) – 4:33 – Elite
10. Blue Moon – 3:58 – Pete Nebula, Ron Gilmore (prod. agg.)
11. Trippin (featuring Kehlani) – 4:18 – Groove, Christo, Olu
12. Stuck (featuring Arin Ray) – 4:30 – Elite, Brian Malik Baptiste, DJ Khalil (prod. agg.), Ron Gilmore (prod. agg.)
13. Fields (featuring Malik) – 5:19 – Rahki, Ron Gilmore (prod. agg.)
14. Wings – 4:07 – D.K. the Punisher, Dre

## Classifiche
| Classifica (2019) | Posizione massima |
| ----------------- | ----------------- |
| Canada            | 81                |
| Stati Uniti       | 40                |